# エドワード・ベルチャー

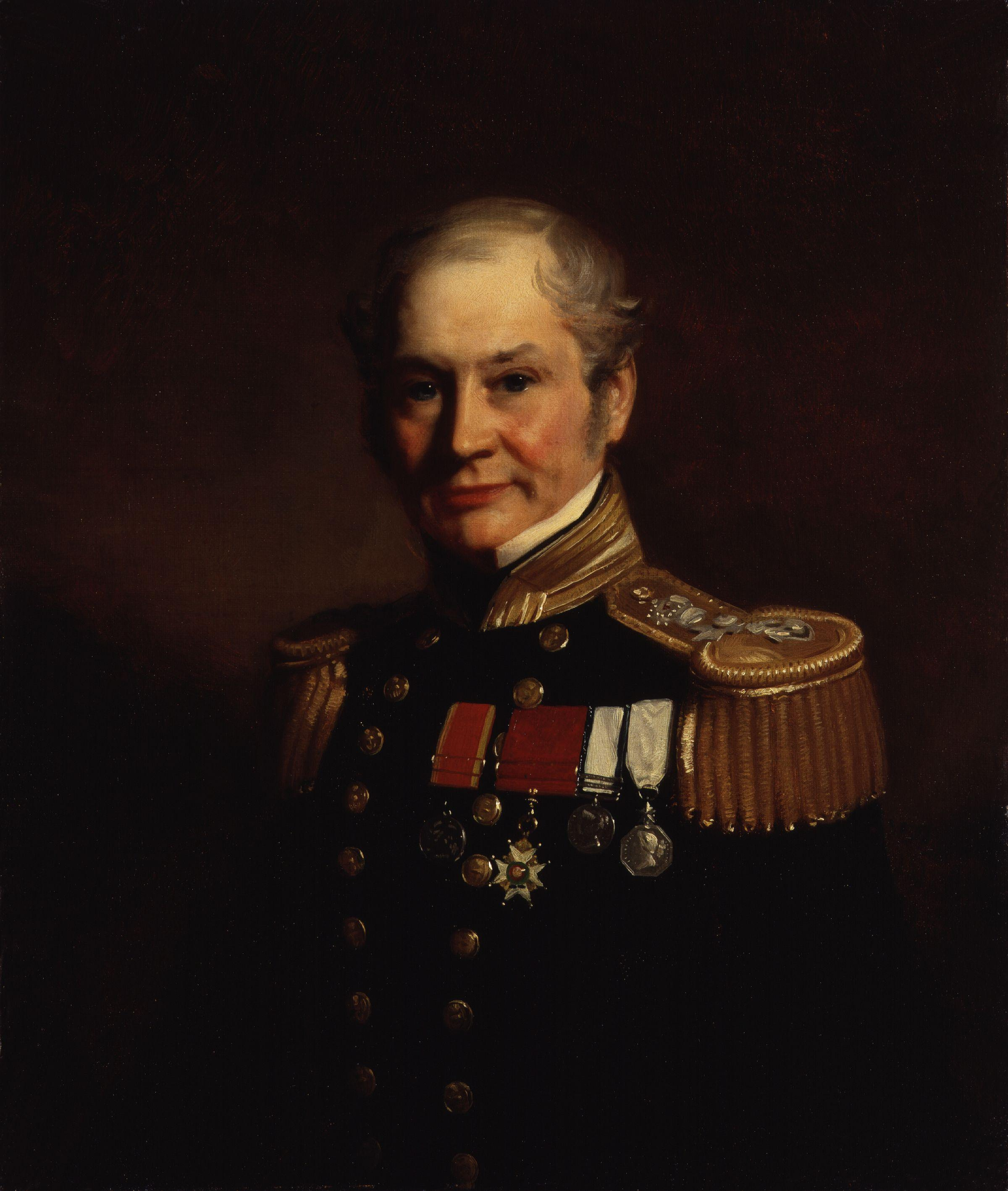
エドワード・ベルチャー
（画）スティーブン・ピアス

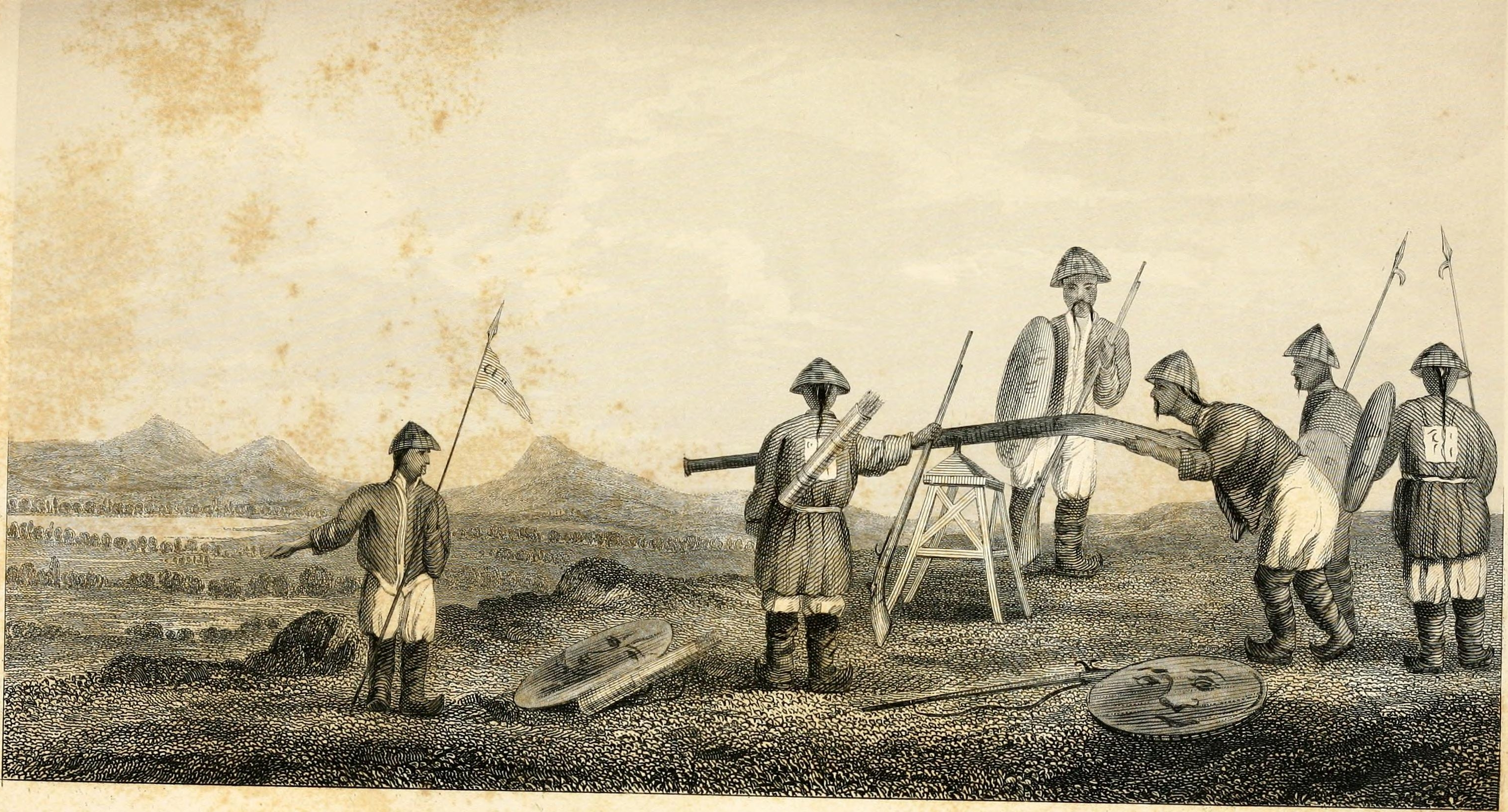
自伝の図版の中国の兵士

エドワード・ベルチャー（Sir Edward Belcher, KCB、1799年2月27日 - 1877年3月18日）はイギリスの海軍士官、極地探検家である。

## 略歴
現在のカナダ・ノバスコシア州のハリファックスで生まれた。曽祖父のジョナサン・ベルチャーはニュージャージー植民地総督を務めた人物である。1812年にイギリス海軍に入り、1825年にフレデリック・ウィリアム・ビーチーが率いるベーリング海峡から北極海に入る探検航海に参加した。その後、ビーチーが指揮する調査船「Sulfur」と「Starling」の中南米の探検航海に関わり、1837年からビーチーの後を継いで、「Sulfur」の指揮をとった。1840年からの阿片戦争が始まると、「Sulfur」を率いて参加し、香港に上陸して戦い、香港沿岸の測量を行った。戦争終了後、ナイトの称号を得た。1845年6月25日から7月14日にかけて済州島に上陸し探査を行い、海図を作成した。この時、英国海軍事務長官W.A.B.ハミルトン (W. A. B. Hamilton) にちなんで「ポート・ハミルトン」と命名し、漢拏山を「オークランド山」と命名した。全羅道莞島郡の平日島沖を通過し、巨文島に上陸し、4日間測量を行った。1885年に英国海軍が巨文島を占拠する巨文島事件が起きた際にはベルチャーの作成した海図が使用された。
1847年まで、「サマラン」で東インド諸島、フィリピン方面測量作業に従事した。1848年に有名な極地探検家のジョン・フランクリンが行方不明になると、イギリス海軍は大規模な捜索隊を組織し、1852年にベルチャーは5隻の船からなる救援艦隊の指揮官に任じられた。この捜索は成果があげられず、凍結した海に5隻のうち4隻が閉じ込められ、放棄しなければならないという結果に終わり、1854年にイギリスに戻った。その後その責任を問われ、軍事法廷に召喚されたが無罪の判決を受けた。（詳細は『フランクリン遠征』を参照。）1855年に"The last Arctic voyages" を執筆し、自己弁護した。
1867年にバス勲章（KCB）を受勲し、1872年に海軍大将に昇進した。
カナダ、ハドソン湾にあるベルチャー諸島はベルチャーに因んで命名された。

## Zoology of the voyage of H.M.S. Sulphur.の図版

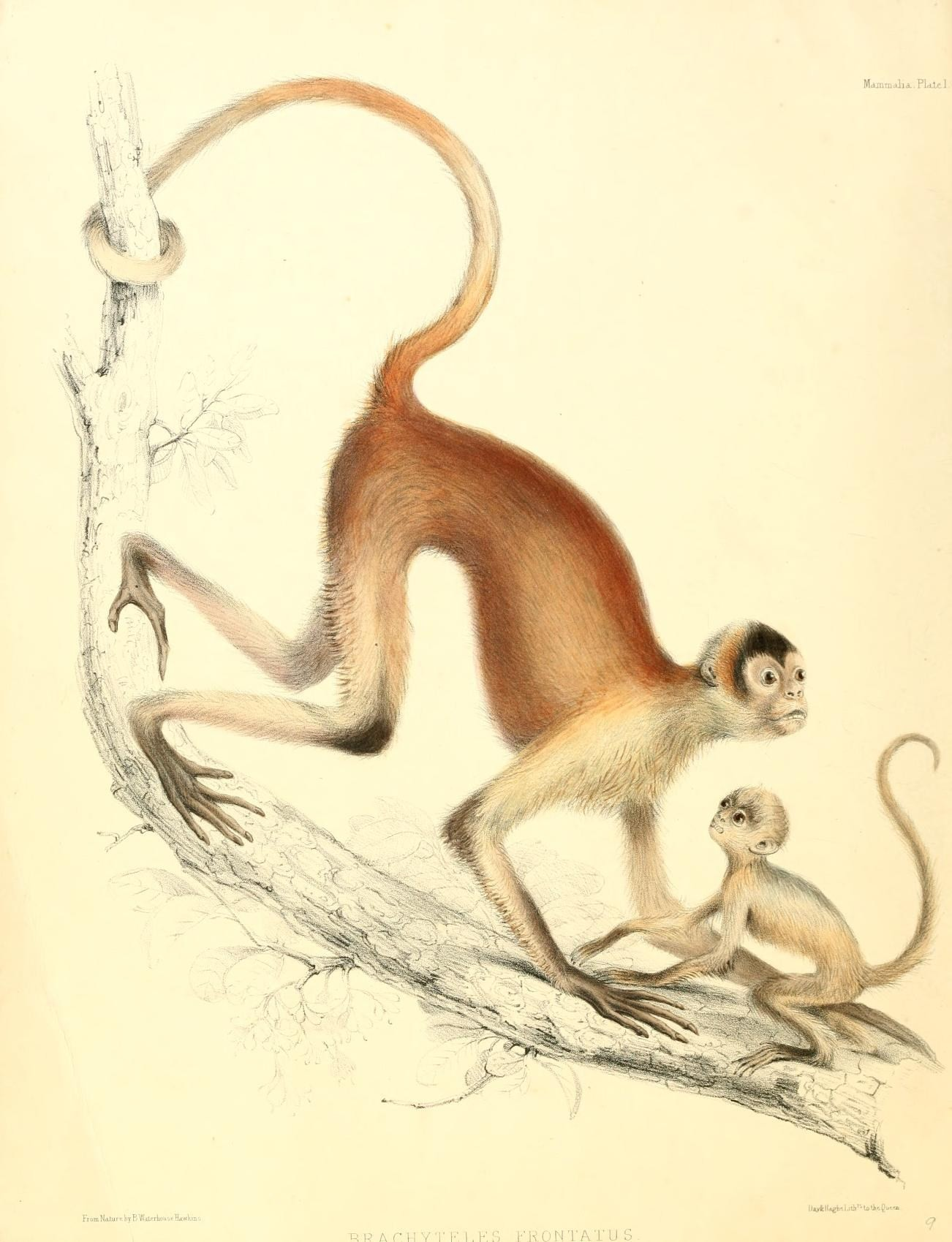
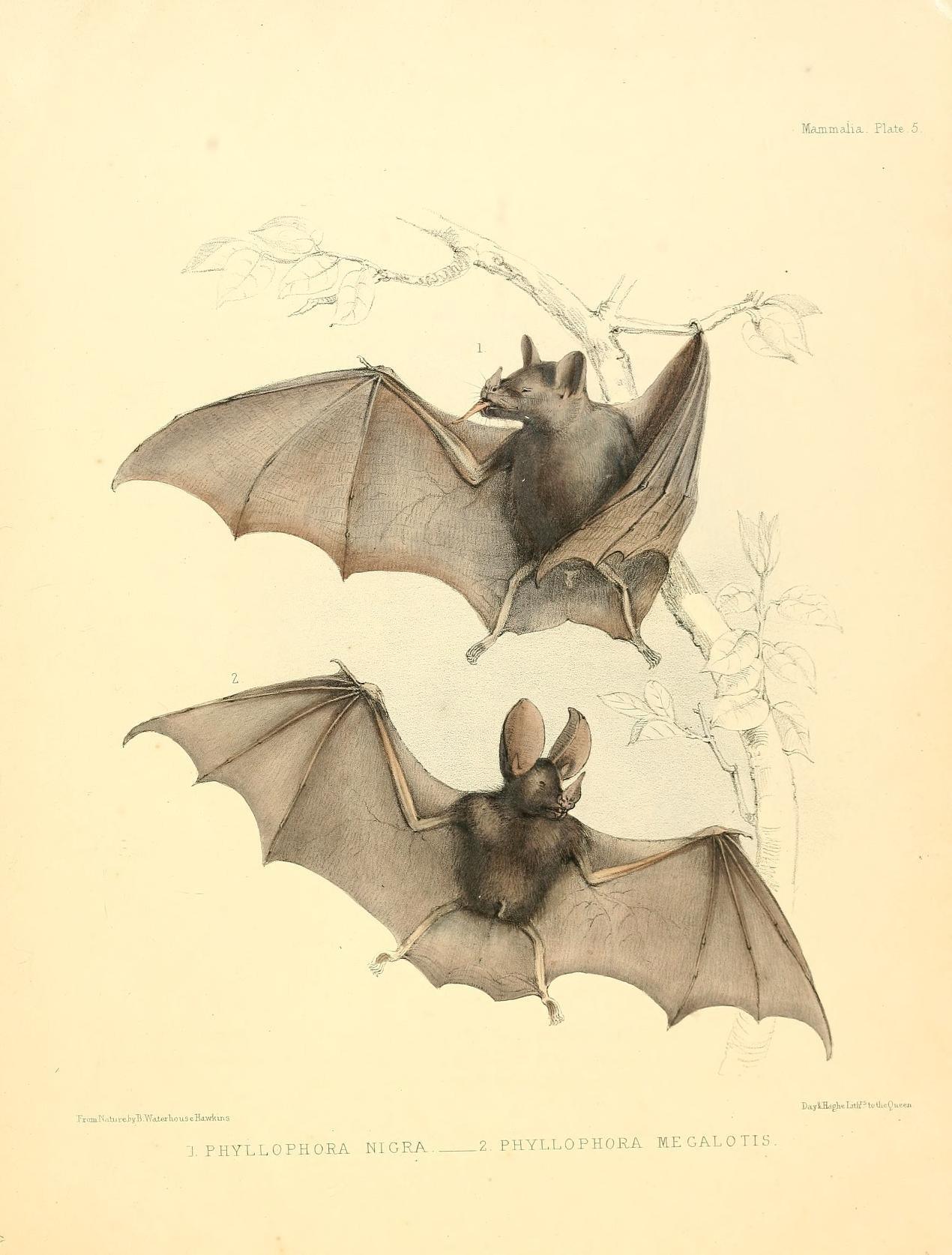
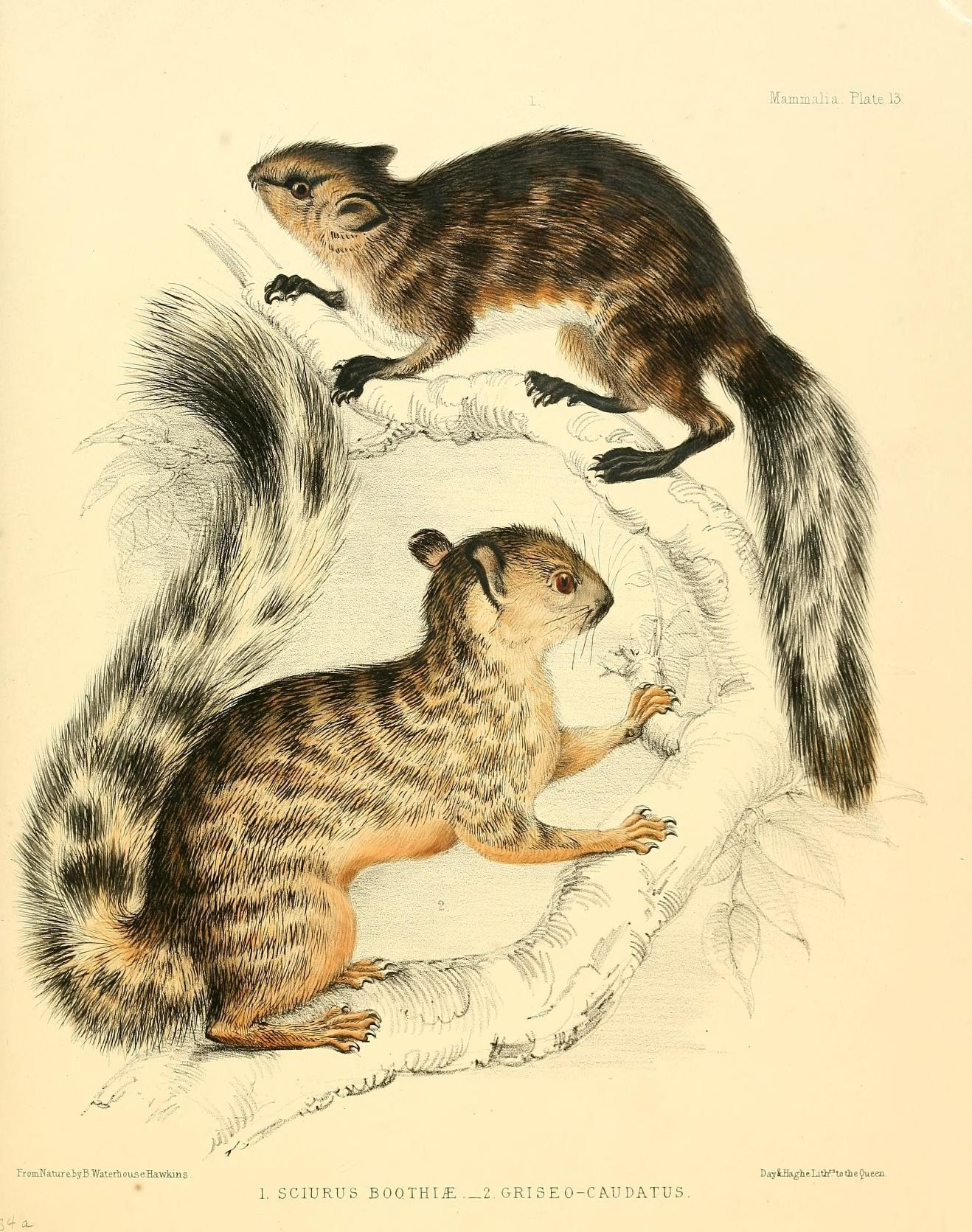
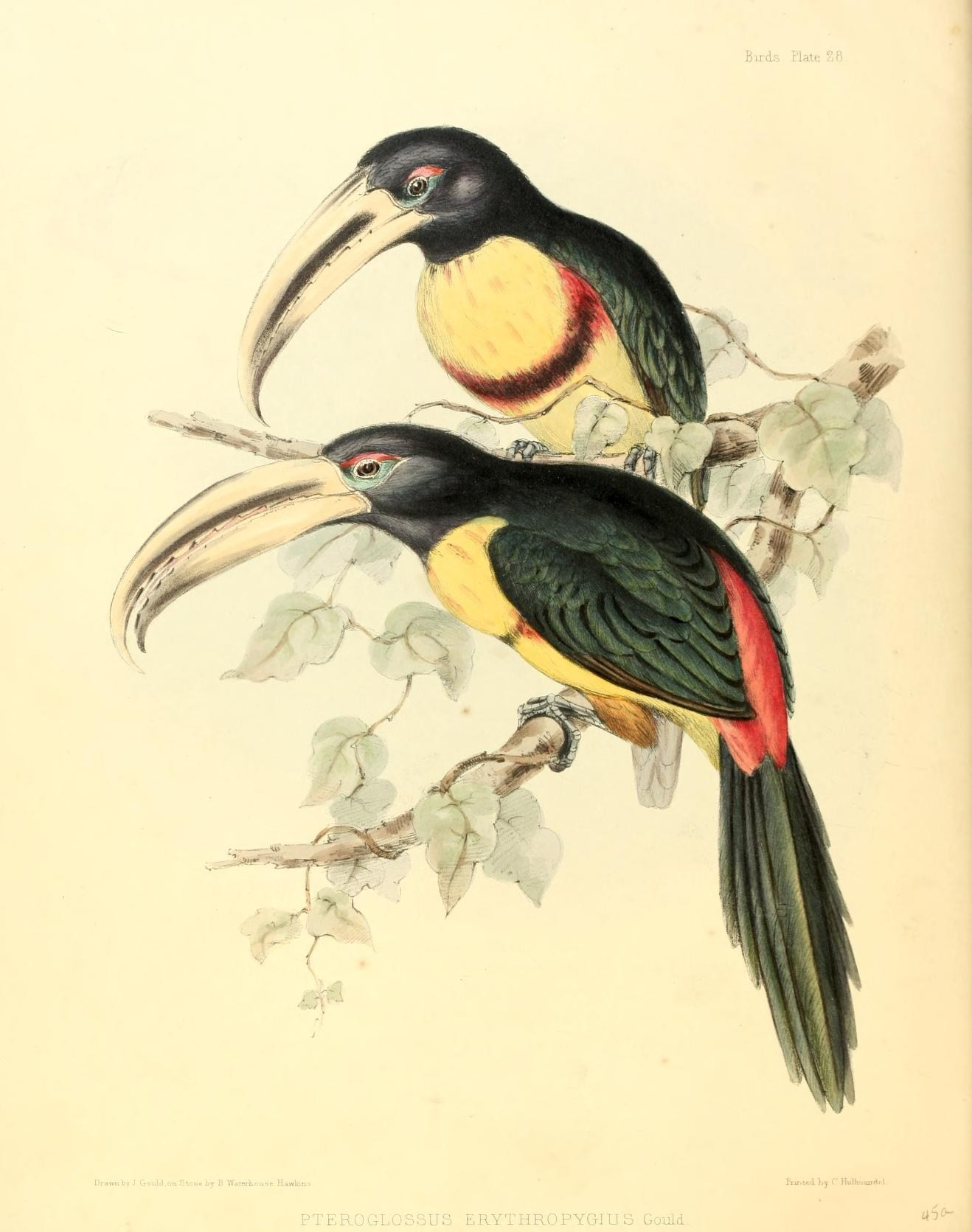
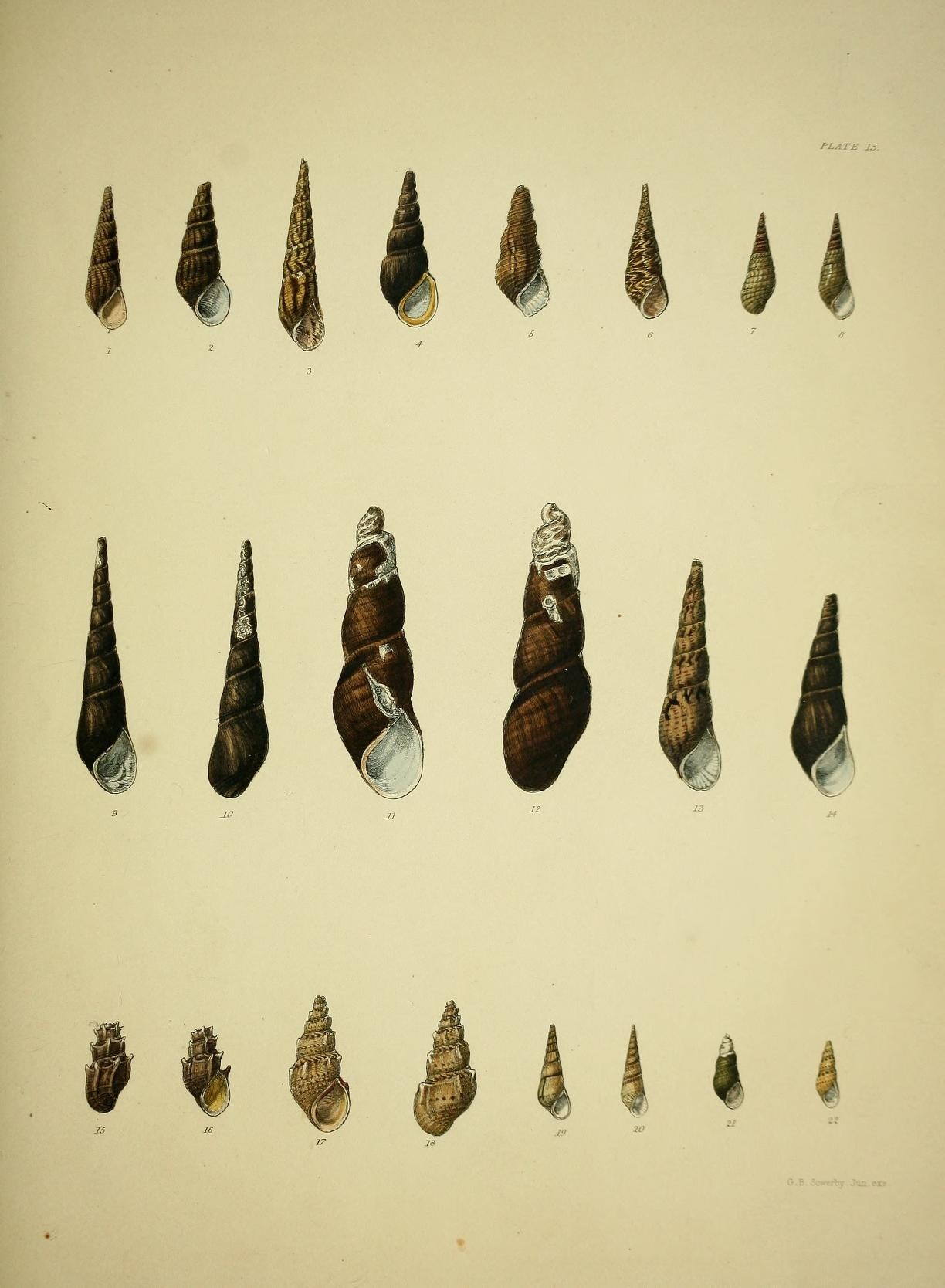

## 著作
- Treatise on Nautical Surveying (1835)
- Narrative of a Voyage Round the World (1843). (Vol. 1 / Vol. 2).
- Narrative of the Voyage of H.M.S. Samarang, During the Years 1843–46 (1848). (Vol. 1 / Vol. 2).
- The Last of the Arctic Voyages (1855). (Vol. 1 / Vol. 2).
- Horatio Howard Brenton (1856). (Vol. 1 / Vol. 2 / Vol. 3).